# Arizona State Route 92
Die Arizona State Route 92 ist eine State Route im US-Bundesstaat Arizona, die erst in Nord-Süd-Richtung und dann in Ost-West-Richtung verläuft.
Die State Route beginnt an der Arizona State Route 90 nahe Sierra Vista und endet nahe Bisbee an der Arizona State Route 80. In der Nähe Bisbees befindet sich der Ort Naco. Die Straße zwischen Bisbee und Naco wird auf Grund des nahegelegenen Bisbee Municipal Airport viel befahren.

## Geschichte
Der Highway wurde in den 1930er Jahren zwischen Whetstone und Bisbee gebaut. Nachdem in den 1960er Jahren die Arizona State Route 90 gebaut wurde, gehörte der Teil zwischen Whetstone und Sierra Vista nun zur State Route 90. Dies kann man noch am nördlichen Ende der State Route 92 erkennen. So steht zum Beispiel an einer Tankstelle noch "South 92 Car Wash".